# San Leandro (BART)
San Leandro es una estación en las líneas Dublin/Pleasanton–Daly City, Fremont–Daly City y Richmond–Fremont del BART, administrada por la Distrito de Transporte Rápido del Área de la Bahía. La estación se encuentra localizada en 1401 San Leandro Boulevard en San Leandro, California. La estación San Leandro fue inaugurada el 11 de septiembre de 1972.

## Descripción
La estación San Leandro cuenta con 2 plataformas laterales y 2 vías.La estación también cuenta con 1.224 de espacios de aparcamiento.

## Conexiones
La estación es abastecida por las siguientes conexiones de autobuses: 
- Rutas del AC Transit: Routes 1, 1R*, 75**, 85, 89 (local); 801 (All Nighter)
LINKS: BART Shuttle
* - La ruta se para en E 14th Street
** - La ruta opera solamente en fines días de semana